# ウィリアム・ライアン
ウィリアム・ライアン（William Ryan、1988年12月23日 - ）は、オーストラリアのセーリング選手（クルー）。東京オリンピック2020でマシュー・ベルチャーと共に男子470級の金メダリストとなった。妹はセーリング選手のジェイミー・ライアン。

## 来歴
2008年にイタリアのソレントで行われた29er級世界選手権でバイロン・ホワイトと銀メダルを獲得した。
2013年から470級でマシュー・ベルチャーと組み、世界大会に出場している。世界選手権では5度の金メダルを獲得している。
オリンピックには2度出場し、2016年リオデジャネイロオリンピックでは銀メダル、2020年東京オリンピックでは金メダルを獲得した。